# Crown (Cowley)
O Crown é um pub listado com o Grau II na High Street, Cowley, em Londres.
Data do século XVI.